# Pitt Rivers Museum
Pitt Rivers Museum er et kulturhistorisk museum, der udstiller arkæologiske og antropologiske samlinger fra University of Oxford i England. Museet ligger øst for Oxford University Museum of Natural History, og der er udelukkende adgang igennem denne bygning.
Museet blev grundlagt i 1884 af Augustus Pitt Rivers, der donerede sin private samling til University of Oxford på betingelse af, at der blev udnævnt en permanent lektor i antropologi. Edward Burnett Tylor blev derved den første lektor i antropologi i Storbritannien efter hans udnævnelse på posten som Reader in Anthropology i 1885. Museets personale er stadig involveret i undervisning i arkæologi og antropologi på universitetet. Den første kurator på museet var Henry Balfour. Et andet krav ved overdragelsen af samlingen var, at der skulle tildeles en bygning, som skulle bruges til at huse samlingen og til ingen andre formål. Universitetet ansatte derfor Thomas Manly Deane, søn af Thomas Newenham Deane der sammen med Benjamin Woodward, havde designet og opførte den oprindelige bygning til Oxford University Museum of Natural History tre åertier inden, så de kunne skabe den tilstødende bygning bagved hovedbygningen, så den kunne indeholde samlingen. Opførslen startede i 1885 og blev afsluttet i 1886..
Den oprindelige donation bestod af omkring 22.000 genstande; hvilket i dag er vokset til over 500.000 genstande, hvoraf mange er blevet doneret til museet af rejsende, videnskabsfolk og missionære.
Museet er blandt de mest besøgte i Storbritannien.